# Laveissière
Laveissière è un comune francese di 600 abitanti situato nel dipartimento del Cantal nella regione dell'Alvernia-Rodano-Alpi.
Nel suo territorio comunale, dalle falde del monte Plomb du Cantal,  nasce il Cère. Vi è situata la stazione sciistica di Le Lioran.

## Società

### Evoluzione demografica
Abitanti censiti